# Brutalism (Idles)
Brutalism è il primo album in studio del gruppo musicale britannico Idles, pubblicato nel 2017.

## Tracce
1. Heel / Heal – 3:28
2. Well Done – 2:58
3. Mother – 3:26
4. Date Night – 3:06
5. Faith in the City – 2:36
6. 10:49 Gotho – 3:46
7. Divide & Conquer – 3:24
8. Rachel Khoo – 3:26
9. Stendhal Syndrome – 2:24
10. Exeter – 4:00
11. Benzocaine – 2:40
12. White Privilege – 3:02
13. Slow Savage – 3:40

## Formazione
- Joe Talbot - voce
- Mark Bowen - chitarra
- Lee Kiernan - chitarra
- Adam Devonshire - basso
- Jon Beavis - batteria